# Carlomanno (figlio di Carlo Martello)
Carlomanno (707 circa – Vienne, 17 agosto 754) fu maestro di Palazzo del regno franco d'Austrasia dal 741 al 747.

## Origine
Era il primogenito di Carlo Martello (maggiordomo di palazzo di Austrasia e in seguito di tutti i regni dei Franchi)  e di Rotrude di Treviri.

## Biografia

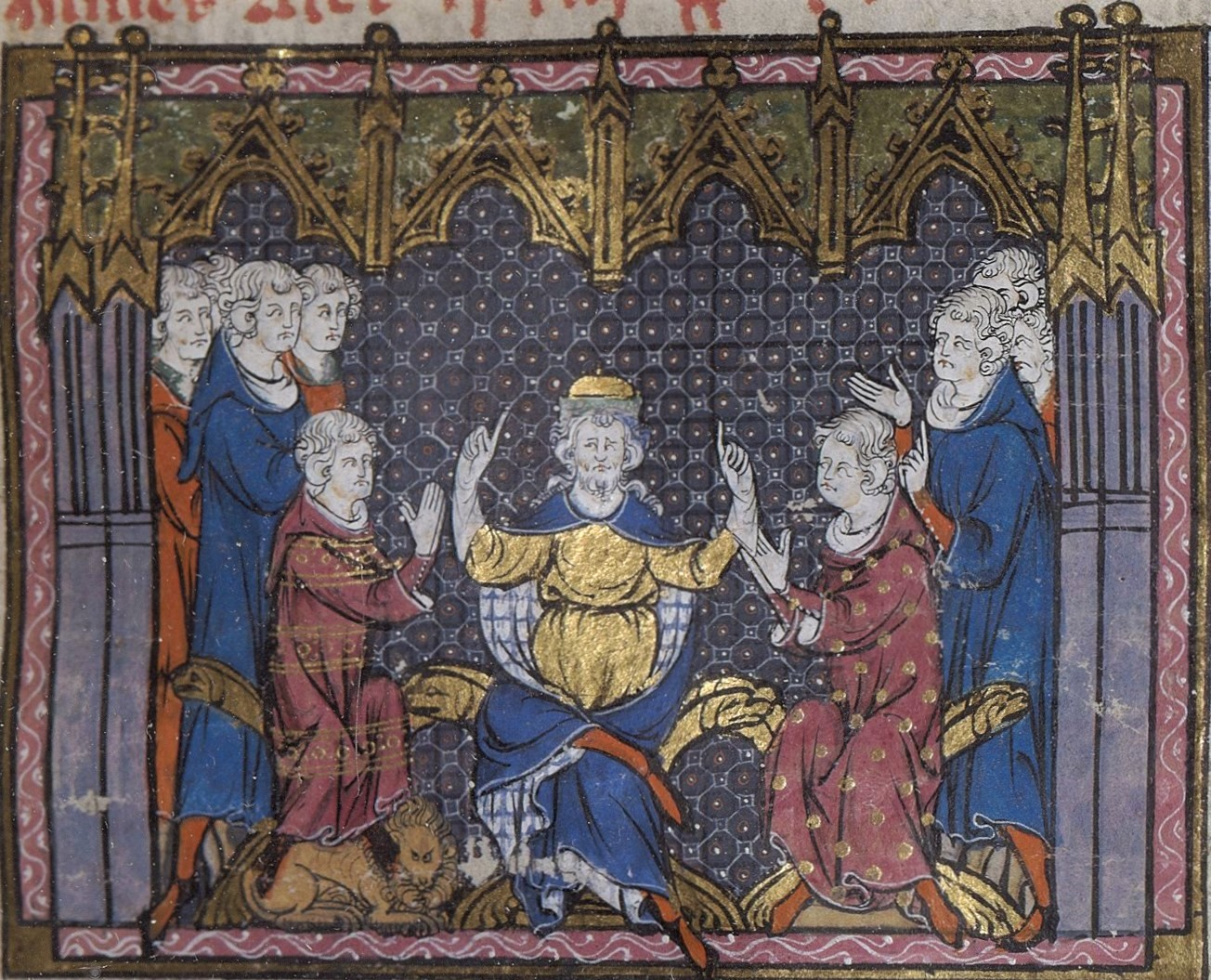
Carlo Martello divide il regno dei Franchi tra i due figli maggiori, Carlomanno e Pipino III detto il Breve.

Nel (736), assieme al padre, Carlo Martello, e al fratello, Pipino III detto il Breve, attraversarono la Loira e, combattendo il duca d'Aquitania, Hunaldo, giunsero alla Garonna conquistarono la città di Bordeaux, il castello di Blavia, riuscirono a soggiogare tutta la regione e ad impossessarsene. Concesse però a Hunaldo di governare il ducato in seguito al giuramento di fedeltà fatto a Carlo e ai suoi figli, Carlomanno e Pipino III.

### Maggiordomo di palazzo
Nel 741, il padre Carlo divise il regno in due parti: a Carlomanno il primogenito consegnò l'Austrasia, la Svevia, oggi denominata Alemannia e la Turingia; al secondogenito, Pipino consegnò la Neustria, la Borgogna e la Provenza. In quello stesso anno, Carlo, assalito dalla febbre, morì.
Secondo gli Annales Mettenses il padre, Carlo, avrebbe voluto dividere il regno in tre parti, come richiesto dalla seconda moglie Swanachilde, ma seguendo il parere dei Franchi che consideravano il figlio di secondo letto, Grifone, illegittimo, Carlomanno e Pipino rifiutarono. 
Grifone si ribellò ai fratellastri, per poter avere una parte o addirittura tutto il dominio paterno. Allora Carlomanno e Pipino radunarono l'esercito per catturare Grifone che avuta la notizia fuggì con la madre e si chiuse in Laudunum (l'attuale Laon), dove i fratellastri posero l'assedio. Vedendo che non poteva evadere dall'assedio, Grifone si consegnò ai fratellastri. Venne imprigionato, da Carlomanno, in un castello (Nova Castella) nelle Ardenne, vicino a Liegi dove rimase sino al 747, l'anno in cui il fratellastro Carlomanno si recò a Roma.
Carlomanno e Pipino, dopo che il trono dei regni dei Franchi era stato vacante per alcuni anni, decisero, o alla fine del 741, o, nel 742, di riconoscere come re Childerico III che secondo gli Annales Francorum Ludovici Dufour era parente del predecessore, Teodorico IV (forse fratello o figlio).
Nel 742, Carlomanno e Pipino andarono in Aquitania a combattere Hunaldo, che dopo la morte di Carlo Martello non aveva mantenuto l'impegno di fedeltà ai suoi figli. Radunato l'esercito e passata la Loira ad Aurelianis, l'attuale Orléans, giunsero a Beturigas, l'attuale Bourges, che diedero alle fiamme. Proseguendo, sconfissero Hunaldo e lo costrinsero a darsi alla fuga e durante l'inseguimento, conquistarono il castello e la città di Lucas, l'attuale Loches, risparmiando gli abitanti. Poi a Vetus-Pictavis (Vieux-Poitiers) i due fratelli si divisero le prede e gli ostaggi.
Nell'autunno di quell'anno, passato il Reno, Carlomanno devastò l'Alemannia, arrivando sino al Danubio dove gli Alemanni, guidati da Teobaldo, figlio del duca Gotfrido, vedendosi battuti, si arresero e consegnando ostaggi e offrendo doni chiesero la pace.
Nel 743, il duca di Baviera Odilone, che, l'anno prima aveva costretto la sorella di Carlomanno e Pipino, Iltrude, a sposarlo contro la volontà dei fratelli (secondo il Chronicon Sigeberti monachi l'aveva rapita), si ribellò all'autorità dei Franchi, costringendo così Carlomanno e Pipino a radunare l'esercito per attaccare la Bavaria. Si accamparono sulle rive del fiume Lech, mentre sulla sponda opposta si erano radunati non solo Bavari ma anche Sassoni, Suebi e Alemanni. Non potendo attraversare il fiume in quel punto, dopo alcuni giorni, Carlomanno, dopo aver diviso in due gruppi l'esercito, lo attraversò di notte, in zone paludose e disabitate, e piombando inaspettatamente sugli avversari, li sconfissero, mentre Odilone e Teodorico duca dei Sassoni fuggirono oltre il fiume Inn, I Franchi fecero molti prigionieri tra cui il messo del papa, Sergio, che convinse i Franchi a ritornare in patria.
In quello stesso anno Carlomanno combatté i Sassoni e conquistò il castello di Hoohseoburg (l'attuale Seeburg vicino a Eisleben) e soggiogò Teodorico duca dei Sassoni, li sconfisse e li costrinse alla pace.
Sempre nel 743, Hunaldo, il duca di Aquitania, attraversò la Loira, conquistò e bruciò Carnotis, l'attuale Chartres. Carlomanno e Pipino, nel 744, memori dell'ingiuria di Hunaldo, reagirono, passarono la Loira e posero il campo in Aquitania.
Hunaldo vedendo che non poteva resistere ai suoi avversari decise di abdicare.
Poi, sempre nel 744, Carlomanno e Pipino intervennero con l'esercito in Sassonia che si era ribellata, e dopo aver catturato il duca Teodorico un'altra volta, secondo l'anonimo continuatore del cronista Fredegario, dopo aver fatto un gran numero di prigionieri e constatato che erano di stirpe simile agli abitanti del suo regno, Carlomanno li acquisì come sudditi e molti di essi si convertirono alla fede cristiana e chiesero di essere battezzati.
Sempre in quell'anno Carlomanno e Pipino intervennero in Baviera e dopo averlo sconfitto Carlomanno fece la pace con Odilone.
In quel periodo, tra il 742 ed il 744, Carlomanno fu promotore, sotto l'influsso del futuro arcivescovo di Magonza, san Bonifacio, che era sotto la sua protezione, di una politica di moralizzazione dei costumi dei chierici e di rispetto per i beni della Chiesa e delle sedi vescovili da parte dei laici.
Nel 745, si ribellarono ancora una volta i Vasconi, per cui l'esercito dei Franchi fu radunato sulle sponde della Loira. Spaventati di ciò i Vasconi chiesero la pace.
Nel 745, Teobaldo, figlio di Gotfrido, duca degli Alemanni si ribellò, che fu sconfitto da suo fratello, Pipino.		
Nel 746, riprese la ribellione degli Alemanni; Carlomanno e Pipino li combatterono. Carlomanno si scagliò contro di loro facendone strage, soprattutto a Candistat (oggi Canstat quartiere di Stoccarda).

### Il ritiro dalla carica di maggiordomo
Dopo tante battaglie, Carlomanno confessò a Pipino che voleva lasciare la vita secolare e, nel 747, non mossero l'esercito, ma si prepararono per facilitare la via scelta da Carlomanno; rinunciò al potere, che consegnò nelle mani del fratello Pipino, lasciandogli anche la tutela di suo figlio Drogone, si recò a Roma con diversi suoi ministri e con molti doni, dove incontrò papa Zaccaria, si fece tonsurare e divenne monaco, ricevendo l'abito monacale da papa Zaccaria. Dapprima si recò sul monte Soratte, in un cenobio da lui stesso fondato, in onore di San Silvestro. Poi, su consiglio del papa si recò a Cassino, nel monastero di Montecassino, cenobio di San Benedetto e si diede alla vita monastica. Il fratello Pipino il Breve entrò in possesso di tutti i suoi titoli ed i suoi possedimenti.
Secondo alcuni storici, suffragati dall'Annalium Petavianorum continuatio, Carlomanno si ritirò in convento per espiare le colpe dei massacri compiuti nelle varie battaglie combattute, specialmente contro gli Alemanni(vedi strage di Canstatt del 746). Altri sostengono che il fratello Pipino il Breve, con la complicità del papa, abbia agevolato questa decisione.
Verso il 750, il fratellastro, Remigio, su richiesta di Carlomanno e della Santa Sede, fu incaricato da Pipino II, di recarsi a Saint-Benoît-sur-Loire, nei pressi di Orléans, per richiedere all'abate dell'abbazia di Fleury la restituzione delle ossa di san Benedetto all'Abbazia di Montecassino
Nel 751 cercò di intervenire, per impedire l'incoronazione del fratello a re dei Franchi, ma il papa riuscì a fermarlo in Provenza e gli impose di rientrare immediatamente a Montecassino.
Nel 753, Carlomanno, per ordine del suo abate, fu inviato in Francia, in seguito al viaggio in Francia di papa Stefano II (per ottenere la protezione del re dei Franchi, Pipino contro i soprusi dei Longobardi guidati dal re Astolfo), per una missione di pace consistente nel convincere il fratello, il re Pipino a non invadere l'Italia (secondo gli Annales Mettenses su richiesta del re Astolfo).
Ma, a conclusione della infruttuosa missione, si ammalò e rimase nella città di Vienne, assistito dalla regina Bertrada, per molti giorni e morì in pace, nel 754.
Carlomanno fu tumulato a Vienne.
In un secondo tempo i suoi resti furono tumulati nell'abbazia di Montecassino.

## Discendenza
Carlomanno ebbe più figli dalla moglie, della quale non si conoscono né il nome né gli ascendenti:
- Drogone[32] (? - ca.753), maestro di Palazzo d'Austrasia, associato al padre; dopo il 747 fu inviato in monastero dallo zio Pipino il Breve.
- secondo lo storico francese Christian Settipani, esperto di genealogie[42], potrebbe avere avuto altri figli (senza citare le fonti primarie).
Secondo la genealogia di Carlomanno un secondo figlio avrebbe avuto il nome Bernardo (?- ca. 784), sarebbe stato conte di San Quentin e avrebbe generato una figlia che sarebbe stata la moglie del cugino, Pipino, re d'Italia[43]

## Culto
La Chiesa cattolica, pur avendolo escluso dal Martirologio Romano, lo ricorda il 17 agosto.

## Ascendenza
|                        |            |                     | Genitori         |  |  | Nonni |  |  | Bisnonni |  |  | Trisnonni       |  |
|                        |            |                     |                  |  |  |       |  |  | Ansegiso |  |  | Arnolfo di Metz |  |
|                        |            |                     |                  |  |  |       |  |  | Ansegiso |  |  | Arnolfo di Metz |  |
|                        |            | Doda di Metz        |                  |  |  |       |  |  | Ansegiso |  |  |                 |  |
| Pipino di Herstal      |            |                     |                  |  |  |       |  |  | Ansegiso |  |  |                 |  |
|                        |            | Begga               | Pipino di Landen |  |  |       |  |  |          |  |  |                 |  |
|                        |            | Begga               | Pipino di Landen |  |  |       |  |  |          |  |  |                 |  |
|                        |            | Begga               | Itta di Nivelles |  |  |       |  |  |          |  |  |                 |  |
| Carlo Martello         |            | Begga               |                  |  |  |       |  |  |          |  |  |                 |  |
|                        |            | ?                   | …                |  |  |       |  |  |          |  |  |                 |  |
|                        |            | ?                   | …                |  |  |       |  |  |          |  |  |                 |  |
|                        |            | ?                   | …                |  |  |       |  |  |          |  |  |                 |  |
| Alpaïde di Bruyères    |            | ?                   |                  |  |  |       |  |  |          |  |  |                 |  |
|                        |            | ?                   | …                |  |  |       |  |  |          |  |  |                 |  |
|                        |            | ?                   | …                |  |  |       |  |  |          |  |  |                 |  |
|                        |            | ?                   | …                |  |  |       |  |  |          |  |  |                 |  |
| Carlomanno             |            | ?                   |                  |  |  |       |  |  |          |  |  |                 |  |
|                        | Crodoberto | …                   |                  |  |  |       |  |  |          |  |  |                 |  |
|                        | Crodoberto | …                   |                  |  |  |       |  |  |          |  |  |                 |  |
|                        | Crodoberto | …                   |                  |  |  |       |  |  |          |  |  |                 |  |
| Lamberto II di Hesbaye | Crodoberto |                     |                  |  |  |       |  |  |          |  |  |                 |  |
|                        |            | Théodrade (Théoda)? | …                |  |  |       |  |  |          |  |  |                 |  |
|                        |            | Théodrade (Théoda)? | …                |  |  |       |  |  |          |  |  |                 |  |
|                        |            | Théodrade (Théoda)? | …                |  |  |       |  |  |          |  |  |                 |  |
| Rotrude di Treviri     |            | Théodrade (Théoda)? |                  |  |  |       |  |  |          |  |  |                 |  |
|                        |            | Teodorico III       | Clodoveo II      |  |  |       |  |  |          |  |  |                 |  |
|                        |            | Teodorico III       | Clodoveo II      |  |  |       |  |  |          |  |  |                 |  |
|                        |            | Teodorico III       | Batilde          |  |  |       |  |  |          |  |  |                 |  |
| Clotilde               |            | Teodorico III       |                  |  |  |       |  |  |          |  |  |                 |  |
|                        |            | Clotilde (Doda)     | …                |  |  |       |  |  |          |  |  |                 |  |
|                        |            | Clotilde (Doda)     | …                |  |  |       |  |  |          |  |  |                 |  |
|                        |            | Clotilde (Doda)     | …                |  |  |       |  |  |          |  |  |                 |  |
|                        |            | Clotilde (Doda)     |                  |  |  |       |  |  |          |  |  |                 |  |

### Fonti primarie
- (LA) Martin Bouquet e Jean Baptiste Haudiquier (a cura di), Rerum Gallicarum et Francicarum Scriptores, tomus tertius, 1741.
- (LA) Fredegario, Fredegarii scholastici chronicum cum suis continuatoribus,sive appendix ad sancti gregorii episcopi turonensis historiam francorum.
- (LA) Bernhard von Simson (a cura di), Annales Mettenses Priores, Hahnsche Buchhandlung, 1905.
- (LA)  Annales Marbacenses.
- (LA)  Monumenta Germanica Historica, tomus primus.
- (LA)   ANNALES REGNI FRANCORUM, su thelatinlibrary.com. URL consultato il 30 marzo 2021 (archiviato dall'url originale il 5 febbraio 2012).

### Letteratura storiografica
- Christian Pfister, La Gallia sotto i Franchi merovingi. Vicende storiche, in Storia del mondo medievale - Vol. I, Cambridge, Cambridge University Press, 1978,  pp. 688-711.
- Gerhard Seeliger, Conquiste e incoronazione a imperatore di Carlomagno, in Storia del mondo medievale - Vol. II, Cambridge, Cambridge University Press, 1979,  pp. 358-396.